# Токуз
Токуз (рум. Tocuz) — село в Молдові в Каушенському районі. Утворює окрему комуну.

## Географія
У селі бере початок річка Токузи.